# Písečná (okres Jeseník)
Písečná (do roku 1948 Sandhýbl, německy Sandhübel) je obec, která se nachází v okrese Jeseník v Olomouckém kraji, v údolí řeky Bělé 7 km severovýchodně od Jeseníku. Žije zde přibližně 1 000 obyvatel.

## Poloha
Obec Písečná sousedí na severu s obcí Supíkovice, na jihozápadě s obcí Česká Ves, na jihu a východě s obcí Mikulovice a na severovýchodě s obcí Hradec-Nová Ves. Od okresního města Jeseník je vzdálena 7 km a od krajského města Olomouc 75,5 km.
Geomorfologicky patří Písečná k provincii Česká vysočina, subprovincii krkonošsko-jesenické (sudetské), oblasti jesenické (východosudetské) na rozhraní geomorfologického celku Rychlebské hory (podcelek Sokolský hřbet) a geomorfologického celku Zlatohorská vrchovina (podcelky Bělská pahorkatina a Rejvízská hornatina). Na jihu dosahuje katastr obce největší výšky (720 m n. m.) na svahu Sporného vrchu, na severu (630 m n. m.) na svahu Křemenáče, oba vrcholy jsou však v jiných obcích.
Území Písečné patří do povodí Odry, resp. Kladské Nisy. Písečnou protéká říčka Bělá, která přitéká z jihu a lomí se směrem na východ. Do ní vtékají i jiné drobné toky na území obce: ze západu do ní ústí Žlebník a z jihu ve Studeném Zejfu potok Chebzí, protékající stejnojmennou osadou. V Písečné je několik nádrží v zaplavených dolech, zejména nádrž Florián.
Území obce pokrývá z 56,5 % zemědělská půda (18 % orná půda, 35 % louky a pastviny) a z více než 27 % les.

## Historie
Na území dnešní Písečné i okolních vsí se ve vrcholném středověku nalézala rozsáhlá vsi v údolí Bělé, zvaná Waltersdorf (Valteřovice), která se připomíná již roku 1284 a pravděpodobně zanikla před rokem 1420. Jistější je však vazba na jinou ves či část vsi s názvem Wüstekirche (Pustý kostel), která je jmenována roku 1373 a již tehdy zde byly hamry a dolovala se železná ruda i zlato. I tato ves však po roce 1443 zpustla a zarostla lesem a teprve o sto let později bylo místo opět osídlováno, tentokrát již pod názvem Sandhübel, tj. „Písečný kopec“. Počet usedlíků zde rychle rostl a po třicetileté válce roku 1689 měl Sandhýbl již 40 sedláků a 26 zahradníků a domkářů. Bylo zde rovněž zákupní fojtství. Vedle zemědělství se obyvatelé zabývali také přadláctvím a tkaním plátna. V místě byla i pila, buchar a pískovna.
Písečná patřila od počátku až do zrušení patrimoniální správy roku 1850 do majetku vratislavských biskupů, a to (nejpozději od roku 1497) v rámci frývaldovského panství.
Počátky kostela v Písečné jsou nejasné. Snad již ve 14. století zde byla kaple(od níž se místo nazývalo Pustá Cerekev), přestavěná později na kostelík a roku 1753 na barokní kostel. Od roku 1782 je u kostela rovněž římskokatolická farnost. Roku 1782 vznikla i zdejší škola, která stávala na místě nynějšího zdravotního střediska. V roce 1871 byla z důvodu velkého počtu žáků postavena škola nová - u schodiště ke kostelu, později byl v této budově obchod s potravinami, pak obchod s textilem, potom motorest Non-Stop a dnes po další rekonstrukci restaurace U Kohoutků, po problémech s provozem restaurace byla provedena rekonstrukce a v roce 2012 je zde obchod potraviny Hruška. V roce 1883 byla škola opět přemístěna do budovy nynějšího obecního úřadu. A konečně v roce 1898 byla postavena další škola, která funguje dosud.
Po zavedení obecního zřízení roku 1850 byla Písečná zprve částí obce Česká Ves, teprve od roku 1866 je samostatnou obcí.
Novodobá historie Písečné je spojena s rozmachem kamenického průmyslu v druhé polovině 19. a na počátku 20. století. V obci vznikla postupem doby celá řada kamenických závodů, resp. filiálek firem z jiných míst Frývaldovska, které se věnovaly hlavně zpracování a opracování žuly i mramoru. Největší byla firma H. Gessler, založená r. 1900, dále pobočka firmy F. K. Liemert z Mikulovic od roku 1893, provoz firmy G. Franke z Černé Vody od r. 1903, kamenictví J. Pohlner v místě od r. 1908 a další. Zvyšovala se také těžba písku, zejména po roce 1930. Z dalších průmyslových odvětví jmenujme zejména továrnu na lepenku a pozdější celulózku (r. 1846), mlýn s pilou (1872) a také moderní elektrárnu s teplárnou (1927).
Po druhé světové válce a odsunu německého obyvatelstva se udržela jen část zdejších průmyslových závodů, zejména celulózka, kde byl později zřízen provoz na výrobu traktorových přívěsů Brandýských strojíren, později PANAV.
Z dalších závodů a provozů zde bylo několik kamenických závodů, z nichž nakonec zůstala jen slévárna a výroba litinové drtě Slezského kamene a.s. Jeseník, provoz Písečná. Rozsáhlá těžba štěrkopísku na severním okraji obce byla v roce 1981 zastavena, do lomu začala postupně prosakovat spodní voda, která s přítokem od Špičáku postupně lom zatopila, takže je možno jej nyní využívat k rekreaci (soukromý rybník Florián).
Z dalších závodů je třeba jmenovat EXIMO s.r.o., Agroholding Bernartice - mlýn Písečná, K.S.V. Metal s.r.o. (areál bývalé celulózky), ŠROTMETAL Jeseník, Palírna Písečná.
V roce 1997 byla obec postižena povodní, která zcela zničila část silnice, most ve středu obce, 2 mosty ve Studeném Zejfu, lávky pro pěší, 2 obytné domy a dalších 65 domů zatopila. Po odstranění škod na obecním majetku ve výši téměř 34 milionů korun byly v obci opraveny mimo jiné místní komunikace, chodníky, hřiště s příjezdovou komunikací, veřejné osvětlení a vodovod.
Písečná je členem Mikroregionu Zlatohorsko, který se rozkládá v severovýchodní části okresu Jeseník. Tento svazek obcí vznikl v roce 2001 a přijal svůj název po názvu největší obce mikroregionu, města Zlatých Hor. V současné době (2010) má sdružení šest členských obcí - Zlaté Hory, Mikulovice, Písečná, Supíkovice, Hradec-Nová Ves a Velké Kunětice. Obec je také od roku 1993 členem Sdružení měst a obcí Jesenicka (SMOJ), které tvoří obce okresu Jeseník, a od roku 1997 členem Euroregionu Praděd.
V Písečné je železniční stanice, pošta, mateřská a základní škola, zdravotní středisko, 4 obchody, 5 pohostinství, 2 sportovní střelnice. V blízkosti obce jsou historicky významné Jeskyně na Špičáku (2 km), letiště v Nové Vsi (5 km). Přes Písečnou vede cyklotrasa, která je součástí mezinárodní cyklotrasy vedoucí z Polska přes celou Moravu a dále do Rakouska.
V roce 1924 byly k Písečné (Sandhýblu) připojeny osady Studený Zejf a Chebzí.

### Správní vývoj
Správní příslušnost Písečné od roku 1848
- 1848 vévodství slezské, kraj opavský, Nisské knížectví, panství Frývaldov
- od 1. ledna 1850 do roku 1855 vévodství slezské, politický okres Frývaldov, soudní okres Frývaldov
- od roku 1855 do roku 1868 vévodství slezské, smíšený okres Frývaldov
- od roku 1868 do 30. listopadu 1928 vévodství slezské / země slezská, politický okres Frývaldov, soudní okres Frývaldov
- od 1. prosince 1928 do 31. ledna 1949 země moravskoslezská, politický okres Frývaldov (od 1947 Jeseník), soudní okres Frývaldov (od 1947 Jeseník)
  - kromě: od 1. října 1938 do května 1945 "sudetoněmecká území", od 15. dubna 1939 jako říšská župa Sudety / Reichsgau Sudetenland; (od 1. května 1939) vládní obvod Opava / Regierungsbezirk Troppau; (od 20. listopadu 1938) Landkreis Freiwaldau, Amtsgericht Freiwaldau
  - od 31. května 1945 Slezská expozitura země Moravskoslezské
- od 1. ledna 1949 do 30. června 1960 Olomoucký kraj, okres Jeseník
- od 1. července 1960 do 31. prosince 1995 Severomoravský kraj, okres Šumperk
- od 1. ledna 1996 do 31. prosince 1999 Severomoravský kraj, okres Jeseník
- od 1. ledna 2000 Olomoucký kraj, okres Jeseník

### Vývoj počtu obyvatel
Počet obyvatel Písečné podle sčítání nebo jiných úředních záznamů:
Celá obec Písečná
| Rok            | 1869 | 1880 | 1890 | 1900 | 1910 | 1921 | 1930 | 1939 | 1947 | 1950 | 1961 | 1970 | 1980 | 1991 | 2001 |
| -------------- | ---- | ---- | ---- | ---- | ---- | ---- | ---- | ---- | ---- | ---- | ---- | ---- | ---- | ---- | ---- |
| Počet obyvatel | 1001 | 1090 | 1218 | 1359 | 1480 | 1418 | 1639 | 1652 | 1031 | 1068 | 1095 | 1006 | 1079 | 1069 | 1060 |

1. ↑  z toho: 37 Čechoslováků, 1576 Němců; 1604 řím. kat., 10 evang., 21 bez vyzn.
2. ↑  z toho: 593 Čechů, Moravanů a Slezanů, 61 Slováků, 22 Němců, 1 Polák; 324 řím. kat., 3 čsl. hus., 20 evang., 1 pravosl., 615 bez vyzn.

V obci Písečná je evidováno 319 adres : 303 čísla popisná (trvalé objekty) a 16 čísel evidenčních (dočasné či rekreační objekty). Při sčítání lidu roku 2001 zde bylo napočteno 258 domů, z toho 233 trvale obydlených.
Část obce (osada) Písečná
| Rok            | 1869 | 1880 | 1890 | 1900 | 1910 | 1921 | 1930 | 1950 | 1961 | 1970 | 1980 | 1991 | 2001 |
| -------------- | ---- | ---- | ---- | ---- | ---- | ---- | ---- | ---- | ---- | ---- | ---- | ---- | ---- |
| Počet obyvatel | 734  | 797  | 904  | 1030 | 1130 | 1083 | 1240 | 808  | 839  | 783  | 869  | 896  | 896  |

1. ↑  z toho: 31 Čechoslováků, 1180 Němců; 1213 řím. kat., 9 evang., 14 bez vyzn.

V samotné Písečné je evidováno 250 adres : 245 čísel popisných (trvalé objekty) a 5 čísel evidenčních (dočasné či rekreační objekty). Při sčítání lidu roku 2001 zde bylo napočteno 204 domů, z toho 186 trvale obydlených.

### Církevní správa
Z hlediska římskokatolické církevní správy spadá Písečná do farnosti Písečná, která patří do děkanátu Jeseník diecéze ostravsko-opavské. Farnost je dlouhodobě administrována excurrendo z Mikulovic.
Evangeličtí věřící patří k farnímu sboru v Jeseníku. V roce 1949 zde sice byla založena kazatelská stanice, ta však mezitím zanikla. Věřící Církve československé husitské patří k náboženské obci v Jeseníku, kde se nachází rovněž farnost pro pravoslavné věřící.

## Části obce
- Písečná (k. ú. Písečná u Jeseníka)
- Chebzí (k. ú. Studený Zejf)
- Studený Zejf (k. ú. Studený Zejf)

## Doprava
Písečnou vede železniční trať Šumperk - Krnov. V obci je stanice této trati s názvem Písečná.
Obcí procházejí:
- silnice I. třídy číslo 44 z hraničního přechodu v Mikulovicích směrem na Českou Ves, Jeseník, Velké Losiny a Rapotín, kde se napojuje na silnici číslo I/11,
- silnice II. třídy číslo 455 z Písečné směrem na Supíkovice a na státní hranici s Polskem,
- silnice III. třídy, odbočky na Hradec-Novou Ves a na Chebzí.

## Pamětihodnosti

### Kulturní památky
- Římskokatolický farní kostel svatého Jana Křtitele, pozdně barokní stavba z roku 1753 (stavitel Johann Georg z Jeseníka) s románským jádrem z 1. poloviny 13. století. Okolo kostela ohradní zeď z 18. století. Kulturní památka[15]

### Přírodní památky
- Jeskyně Na Špičáku
- Mokřad Písečná - evropsky významná lokalita kuňky žlutobřiché

Na území Písečné zasahují i:
- Chráněná krajinná oblast Jeseníky
- Ptačí oblast Jeseníky (pro jeřábka lesního a chřástala polního)
- Evropsky významná lokalita Rychlebské hory - Sokolský hřbet

## Školství
V obci se nachází mateřská škola (od roku 1949) a základní škola nižšího stupně (1.-5. ročník).

## Galerie

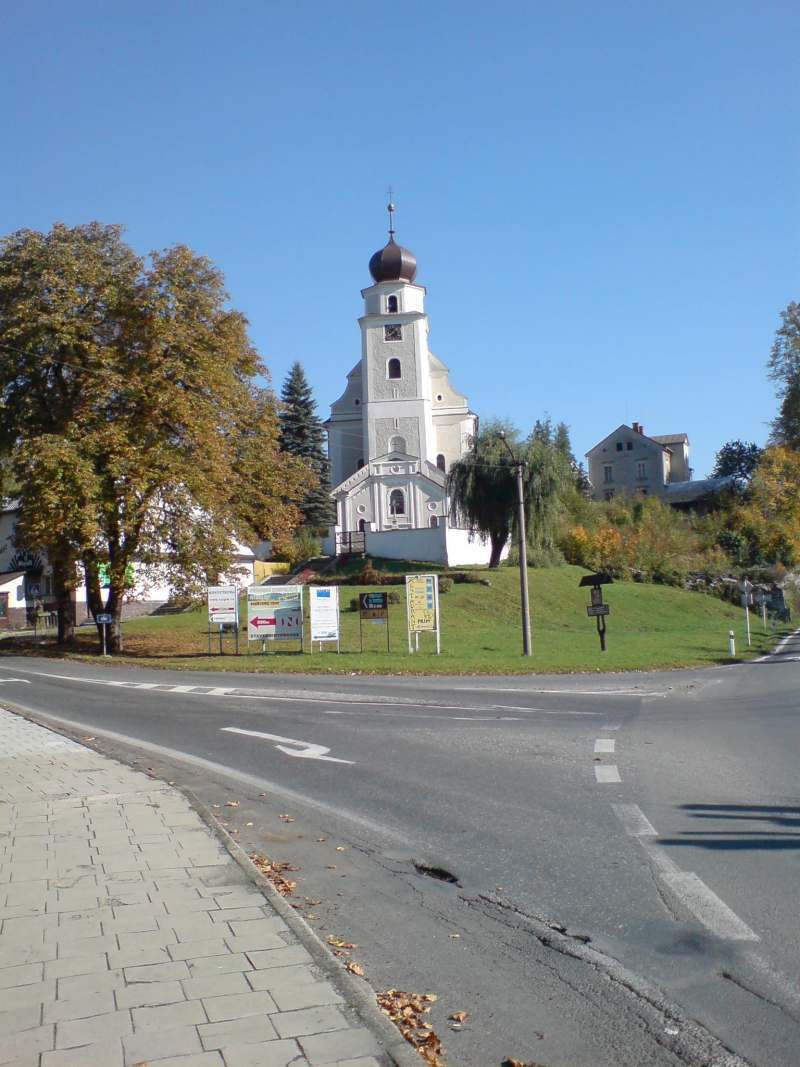
Kostel svatého Jana Křtitele
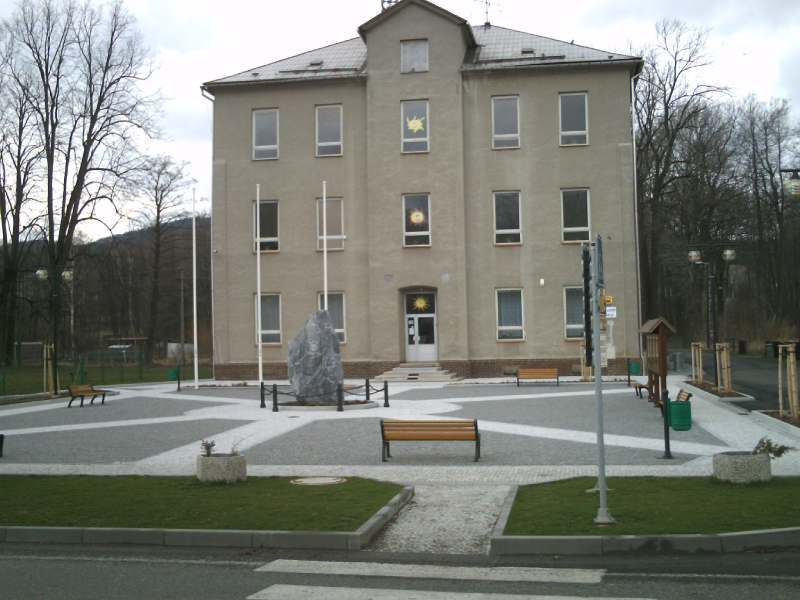
Základní škola
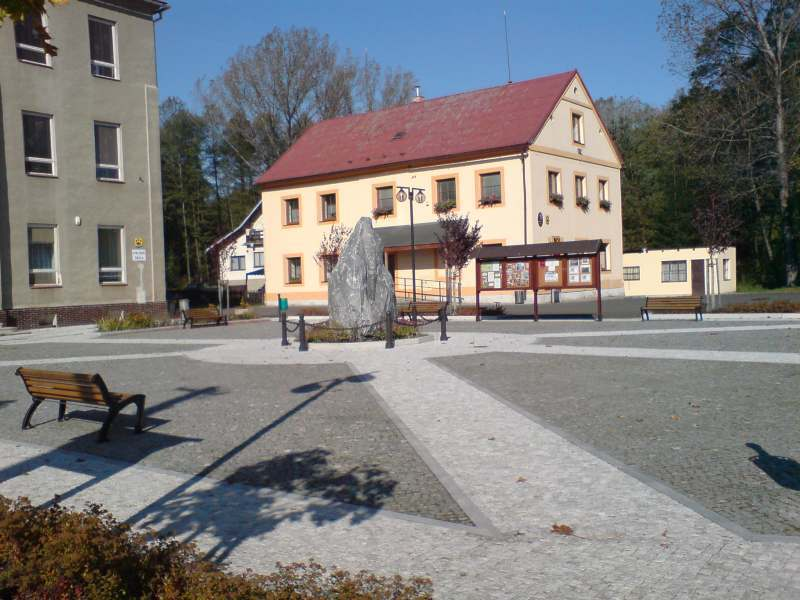
Obecní úřad
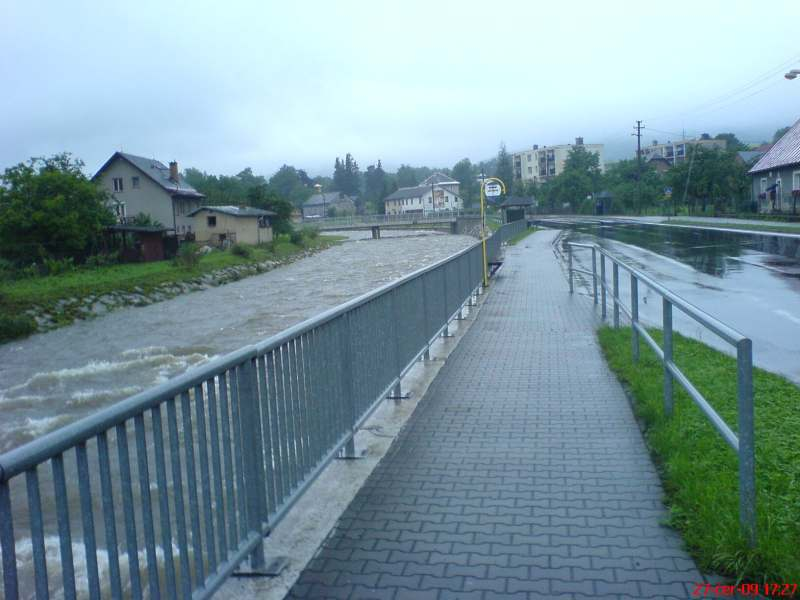
Říčka Bělá
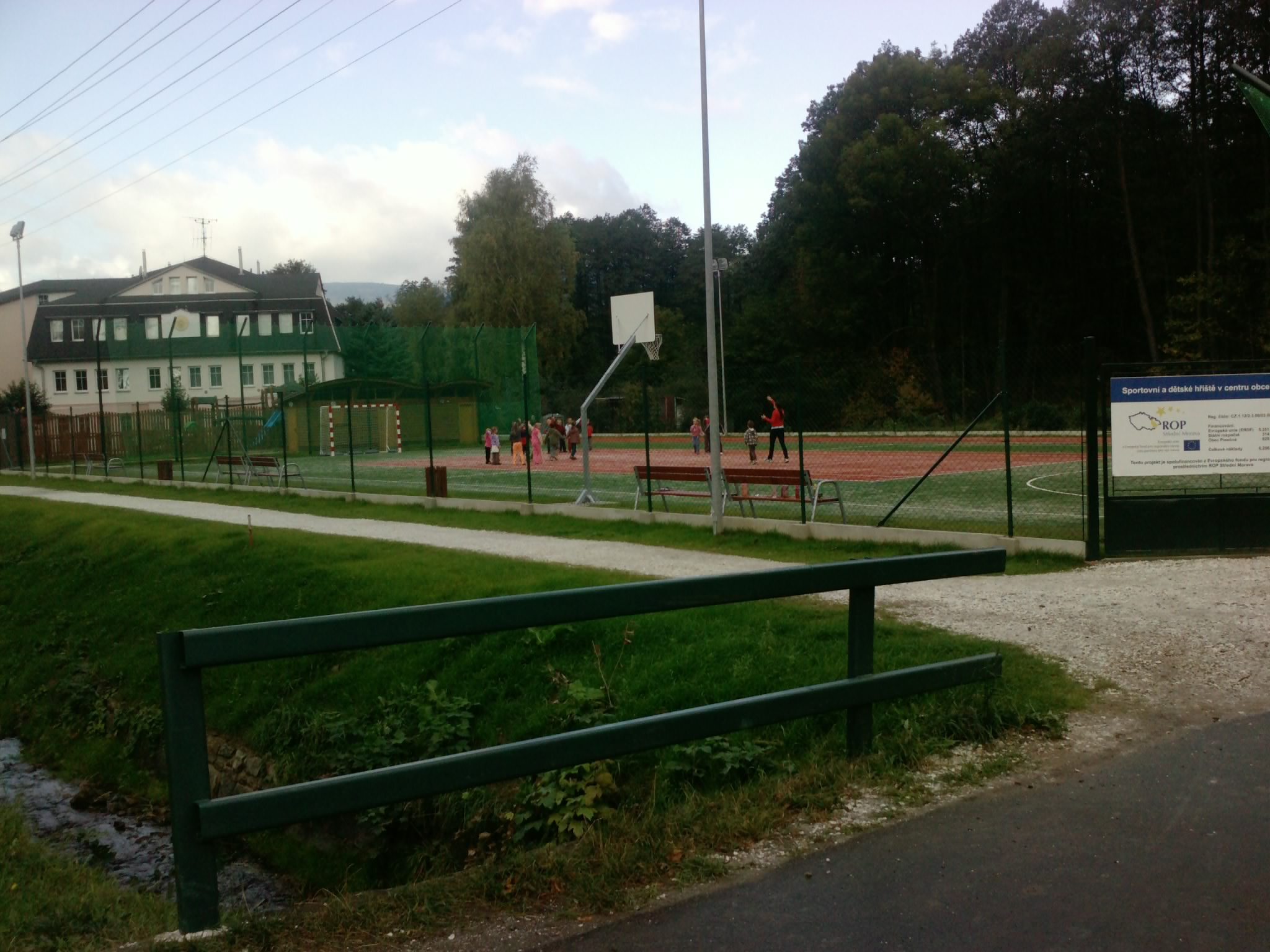
Hřiště za školou, přispěla EU
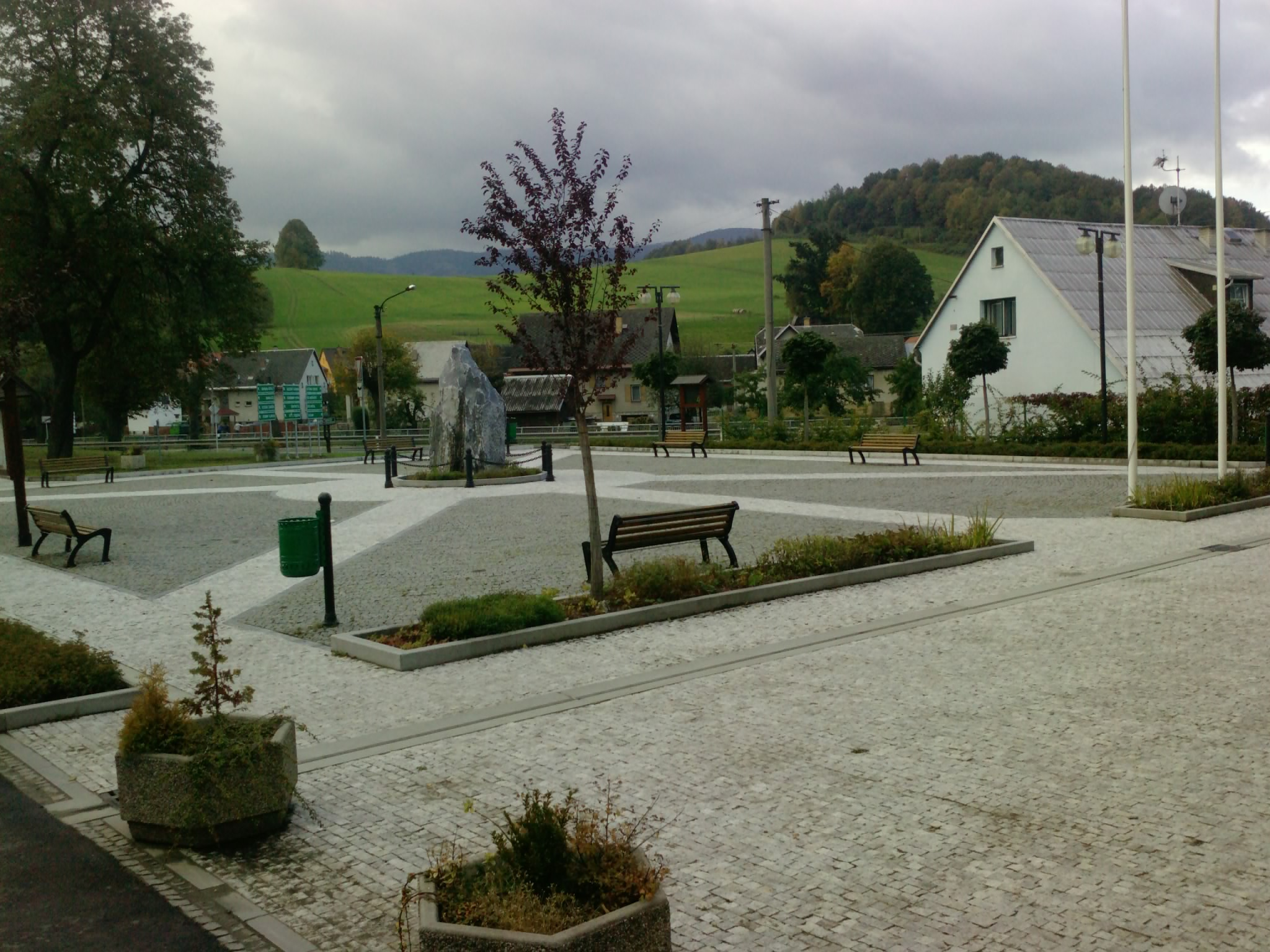
Náměstíčko před obecním úřadem